# Sapingia stali
Sapingia stali är en insektsart som beskrevs av Nielson 1979. Sapingia stali ingår i släktet Sapingia och familjen dvärgstritar. Inga underarter finns listade i Catalogue of Life.